# Pelegrín Franganillo Balboa
Pelegrín Franganillo Balboa (1873 Molinaseca, España-1955 La Habana, Cuba) fue un jesuita español que contribuyó significativamente al campo de la entomología y su divulgación, especialmente estudiando los arácnidos.
Su vida científica comenzó con el siglo XX, siendo profesor de Ciencias Naturales en el colegio jesuita "Apóstol Santiago" de Camposancos (A Guardia) entre 1905 y 1909. Allí inició su colección de Arácnidos y sus trabajos de Aracnología.

## Reseña biográfica
Su labor personal la llevó a cabo en todas las ramas de las ciencias naturales; en lo concerniente a la Aracnología, publicó varios estudios sobre la fauna de arañas de España y Portugal que desembocó en un libro manual que las compendiaba: Las Arañas, manual de araneología, que fue referencia de divulgación sobre los arácnidos y sus peculiaridades, tales como el vuelo arácnido; después cuando llegó a Cuba estudió las Arañas que recolectó en esta gran isla dejándonos un catálogo resumen en 1936.

## Obra

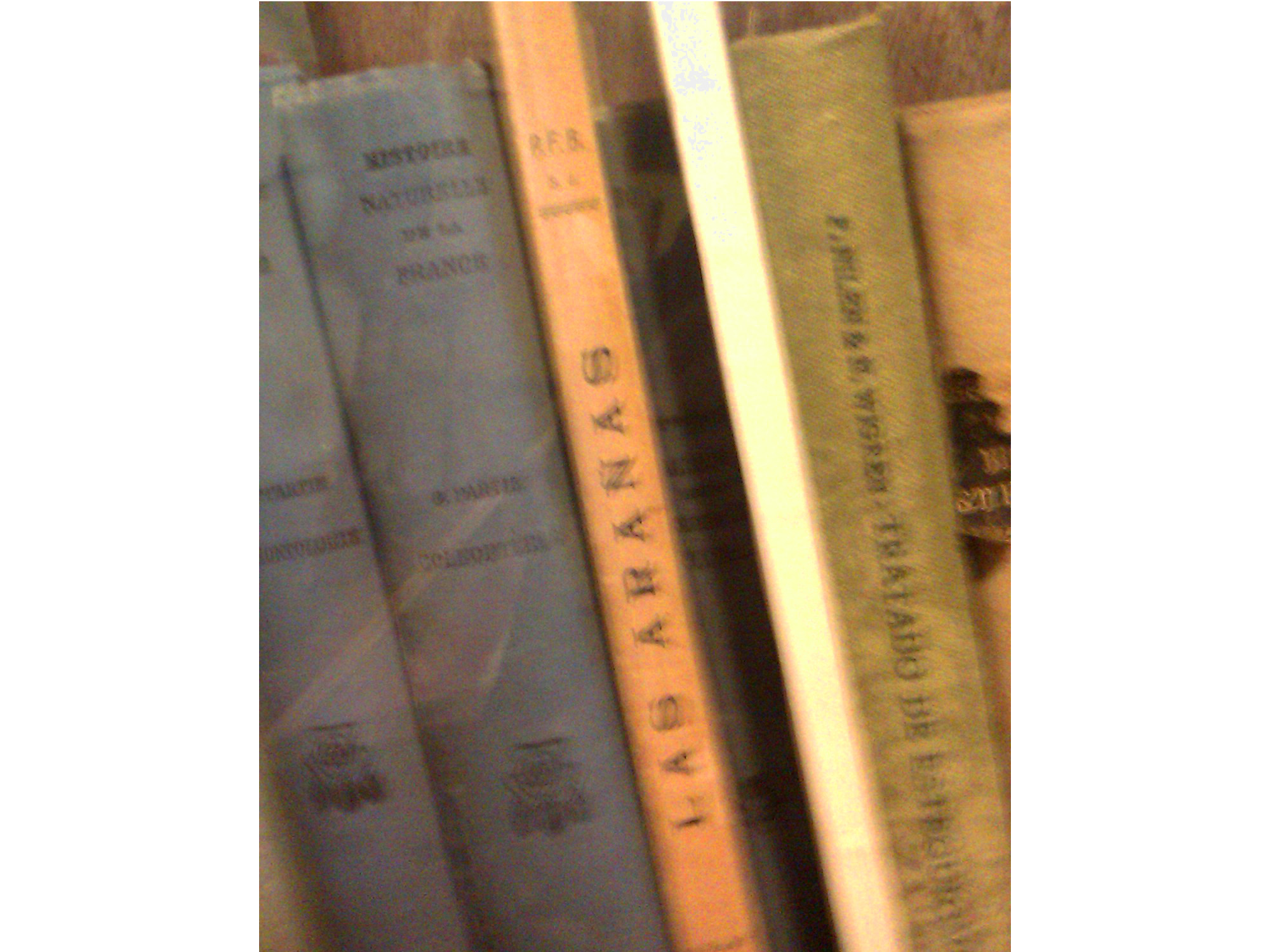
Edición de 1917 de "Las Arañas, Manual de Araneología" en el aula museo dedicado a Antonio Machado, en la biblioteca de la Universidad de Baeza.

El padre Franganillo publicó una serie de trabajos entre los cuales se encuentran obras de divulgación y de mayor carácter técnico:
-Franganillo Balboa (P.), 1909. - Arañas de la familia de los Argiópidos, observadas junto á la desembocadura del Miño. Act. mem. Congr. nat. esp., 1, pp. 185-189.
-Franganillo Balboa (P.), 1910a. - Arañas de la desembocadura del Miño. Broteria, 9, pp. 5-22.
-Franganillo Balboa (P.), 1910b. - Excursiones aracnológicas por Asturias, 1910. Razón y Fé, 1910 (diciembre), pp. 504-509.
-Franganillo Balboa (P.), 1913a. - De un nido de Araña sale una turba de Dípteros. Gijón, 1913, pp. 1-3.
-Franganillo Balboa (P.), 1913b. - Arácnidos de Asturias y Galicia. Broteria, 11, pp. 119-133.
-Franganillo Balboa (P.), 1917. - Las Arañas. Manual de Araneología. Gijón, 1917, pp. 1-254, 91 fig.
-Franganillo Balboa (P.), 1918a. - Arañas nuevas. Bol. Soc. ent. Esp. 1, pp. 58-64.
-Franganillo Balboa (P.), 1918b. - Arácnidos nuevos o hallados por primera vez en España. Bol. Soc. ent. Esp., 1, pp.120-123.
-Franganillo Balboa (P.), 1920. - Contribution à l'étude des Arachnides du Portugal. Bull. Soc. portug. sci. nat., 8, pp.138-144.
-Franganillo Balboa (P.), 1925a. - Contribución al estudio de la geografía aracnológica de la península ibérica. Bol. Soc. ent. Esp., 8, pp.31-40.
-Franganillo Balboa (P.), 1925b. - Arácnidos de Andalucía. Congr. cient. pan-amer., 3, Lima.
-Franganillo Balboa (P.), 1926a. - Arácnidos nuevos o poco conocidos de la Isla de Cuba. Bol. Soc. ent. Esp., 9, pp. 42-68, 5 fig.
-Franganillo Balboa (P.), 1926b. - Arácnidos de Cuba. Arácnidos nuevos o poco conocidos de la Isla de Cuba. Habana, 1926, pp. 1-24, 1pl.
-Franganillo Balboa (P.), 1926c. - 1926c. - Arácnidos de Andalucía. Bol. Soc. ent. Esp., 9, pp. 69-82.
-Franganillo Balboa (P.), 1928. - Las Arañas de Cuba. Conferencia pronunciada por el padre Pelegrin Franganillo Balboa, profesor del Colegio de Belén. Habana, 1928, pp. 1-13, 32 fig.
-Franganillo Balboa (P.), 1930. - Arácnidos de Cuba. Más Arácnidos nuevos de la Isla de Cuba. Inst. nac. invest. cien., 1, pp. 47-99, 21 fig. Habana, 1930, pp. 1-53.
-Franganillo Balboa (P.), 1931. - Excursiones aracnológicas durante el mes de agosto de 1930. Belén, 1931 (24), pp. 116-120; (25), pp. 168-171; (26), pp. 219-224; (27-28), pp. 285-288; (29), pp.44-49; 23 fig.
-Franganillo Balboa (P.), 1934. - Arácnidos cubanos estudiados desde 1930 hasta 1934. Mem. Soc. cubana hist. nat., 8 (3), pp. 145-168. Belén, 1931.
-Franganillo Balboa (P.), 1935. - Estudio de los Arácnidos recogidos durante el verano de 1934. Belén, 1935 (49-50), pp.20-26; (51-52), pp.42-48; (55-56), pp.23-30; fig.1-35.
-Franganillo Balboa (P.), 1936a. - Una nueva especie de Araña peluda. Mem. Soc. cubana hist. nat., 9, pp. 259-262, 5 fig., pl.XXIII.
-Franganillo Balboa (P.), 1936b. - Los Arácnidos de Cuba hasta 1936. La Habana, 1936, pp. 1-183, 89 fig.
-Franganillo Balboa (P.), 1936c. - Estudio de los Arácnidos recogidos durante el verano de 1934. Belén, 1936 (57-58), pp. 75-82, fig. 36-43
-Franganillo Balboa (P.), 1937. - Arácnidos recogidos durante el verano de 1935. Belén, 1937 (59-60), pp. 110-119